# Ensom
Ensom è il terzo singolo estratto dal secondo album della cantante danese Medina, intitolato Velkommen til Medina. È stato pubblicato il 2 novembre 2009 dalle etichette discografiche At:tack e Labelmade. Il singolo è stato prodotto dalla squadra di produttori Providers ed è stato scritto da Medina Valbak, Rasmus Stabell e Jeppe Federspiel.
Il singolo è rimasto in classifica in Danimarca per 43 settimane non consecutive e ha raggiunto la seconda posizione, che ha mantenuto per una sola settimana. Ne è stata registrata anche una versione in inglese, Lonely, inclusa nell'album Welcome to Medina.

## Tracce
Download digitale
1. Ensom - 3:25

Remix
1. Ensom (Radio Edit) - 3:25
2. Ensom (Svenstrup & Vendelboe Remix) - 4:47
3. Ensom (Ronen Dahan Remix) - 4:15
4. Ensom (Jay Adams Remix) - 7:04
5. Ensom - 4:11
6. Ensom (Akustisk Mix) - 4:15

## Classifiche
| Classifica (2010) | Posizione massima |
| ----------------- | ----------------- |
| Danimarca         | 2                 |